# Koord (textiel)

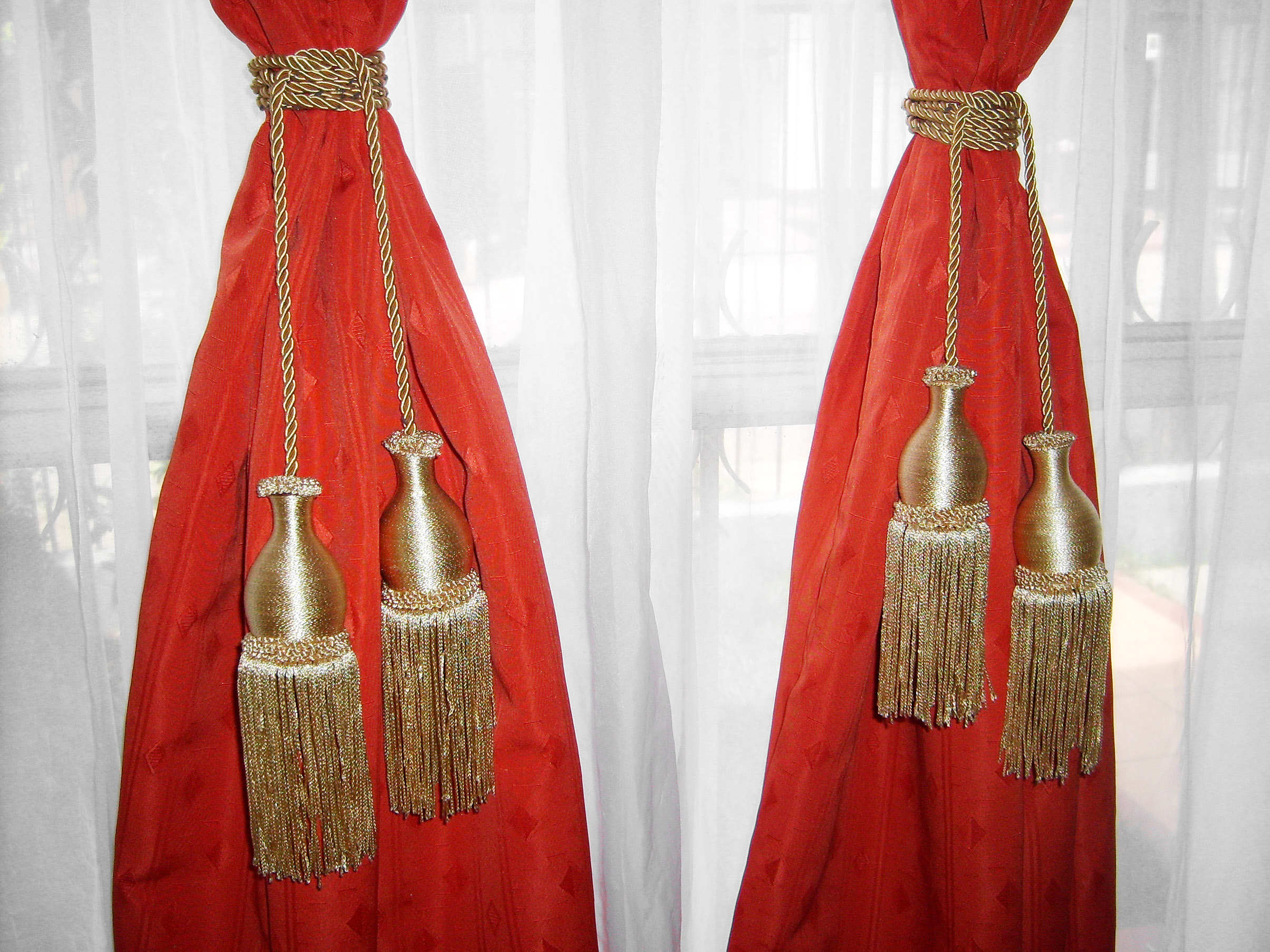
Gordijnkoorden met kwasten, hier om de gordijnen gewonden.

Een koord is een lang voorwerp van draad of touw, bedoeld om eraan te trekken of als versiering. Een koord is sterker dan de losse touwen of draden waar het uit bestaat.
Koorden onderscheiden zich van linten doordat linten plat zijn; koorden zijn in doorsnede rond.

## Gebruik
Koorden worden gebruikt in kleding, bijvoorbeeld om de hals of om het middel. De koorden dienen dan om de kleding bijeen te houden of strak te trekken. Koorden worden ook gebruikt bij gordijnen, als hulpmiddel om het gordijn dicht te trekken. Het koord is dan bovenaan het gordijn, bij de gordijnrails, bevestigd. Ook worden koorden gebruikt ter versiering of versterking van kledingstukken, tassen, en dergelijke. Ten slotte worden koorden direct als sieraad gedragen, al dan niet voorzien van kralen, schelpen of andere onderdelen.
Op uniformen wordt een koord ter versiering een galon genoemd.

## Fabricage

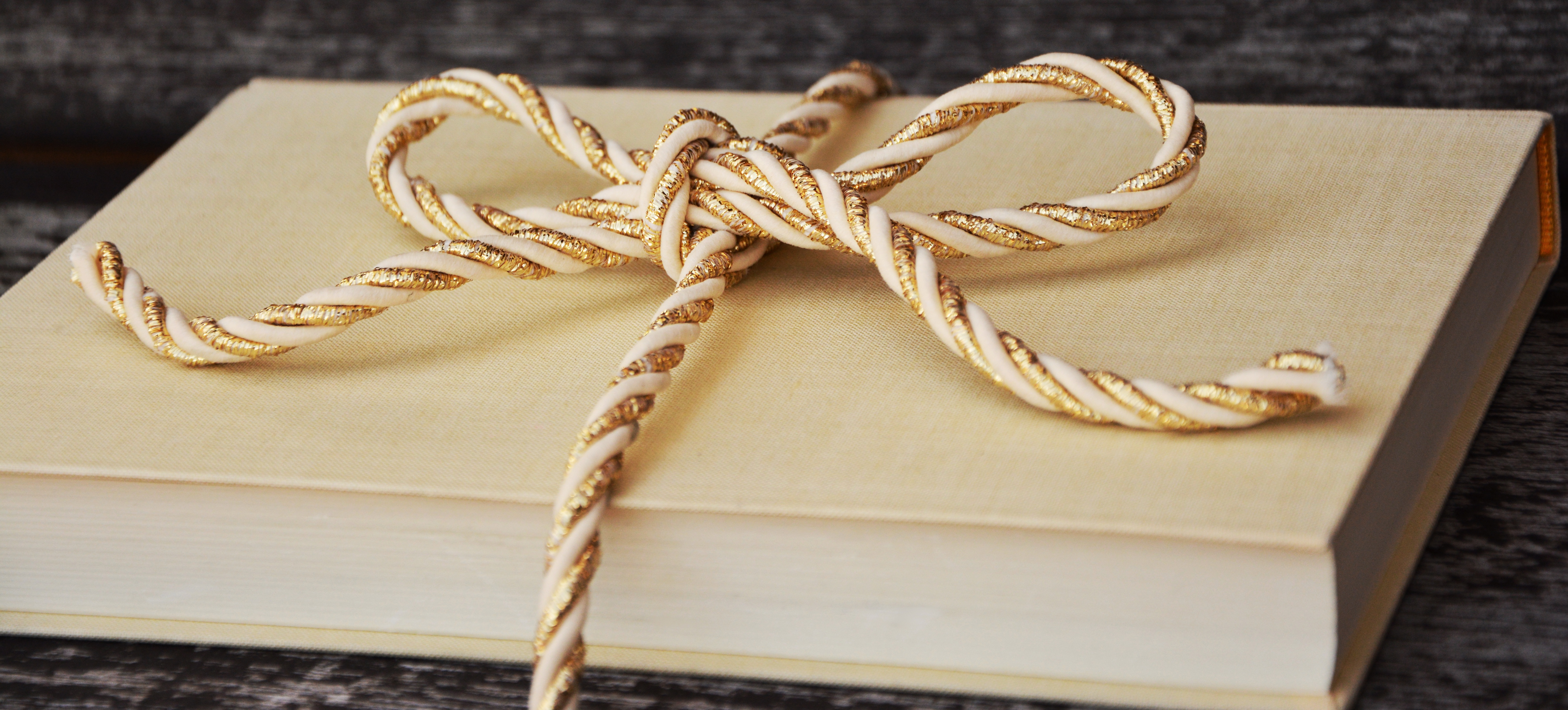
Een strik met een gedraaid koord in twee kleuren

Er zijn verschillende manieren om een koord te maken.
- Een koord draaien. Dit wordt gedaan door het basismateriaal, bijvoorbeeld touw of wol, aan een kant vast te zetten, en aan de andere kant het te draaien, in de richting van de twijn die al in de draad zit. Als het gehele koord strak is gedraaid, zodat verder draaien niet meer mogelijk is zonder dat het koord gaat kringelen, wordt het dubbel gevouwen. Daarbij wordt het koord nog steeds strak gehouden. Het loslaten van de draden wikkelt het koord zich als vanzelf om zich heen. Een dergelijk koord kan ook gemaakt worden door draden met verschillende kleuren apart te draaien, en die bij elkaar te voegen.[2]

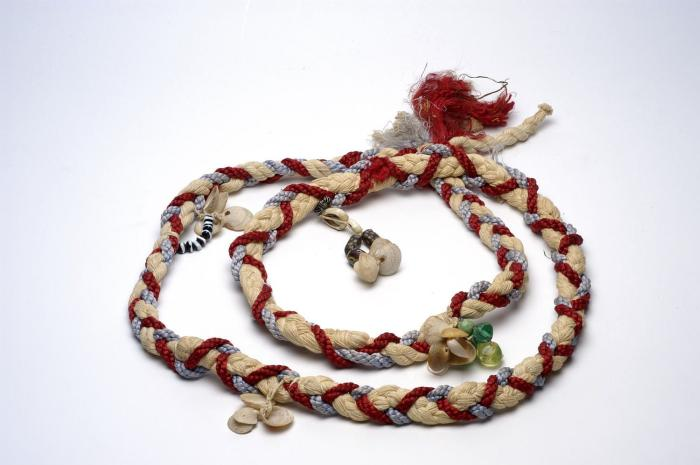
Gevlochten koord met versiering van glaskralen en schelpen

- Een koord vlechten. Ten minste drie draden worden aan één kant bijeen gebonden. Vervolgens worden de draden beurtelings om elkaar heen geslagen, zodat een vlecht ontstaat. Een vlecht uit drie draden is meestal plat. Met meer draden kan een rond resultaat bereikt worden.
- Een koord haken. De simpelste versie is een koord dat bestaat uit losse haaksteken.[3] Dikkere versies worden gemaakt door op een rondje losse steken rijen enkele halve vaste steken te maken.[4] Zo ontstaat een spiraal van vaste steken.
- Een koord breien.[5] Er wordt in de rondte gebreid met een klein aantal steken, bijvoorbeeld vier steken in de tricotsteek. Dit gebeurt met twee rondbreinaalden, waarbij na een toer steken, het werk niet wordt gedraaid zoals bij een normaal breiwerk, maar er wordt op de eerst gebreide steken verder gegaan, waarbij de naald waar de steken zich op bevinden wordt omgedraaid.

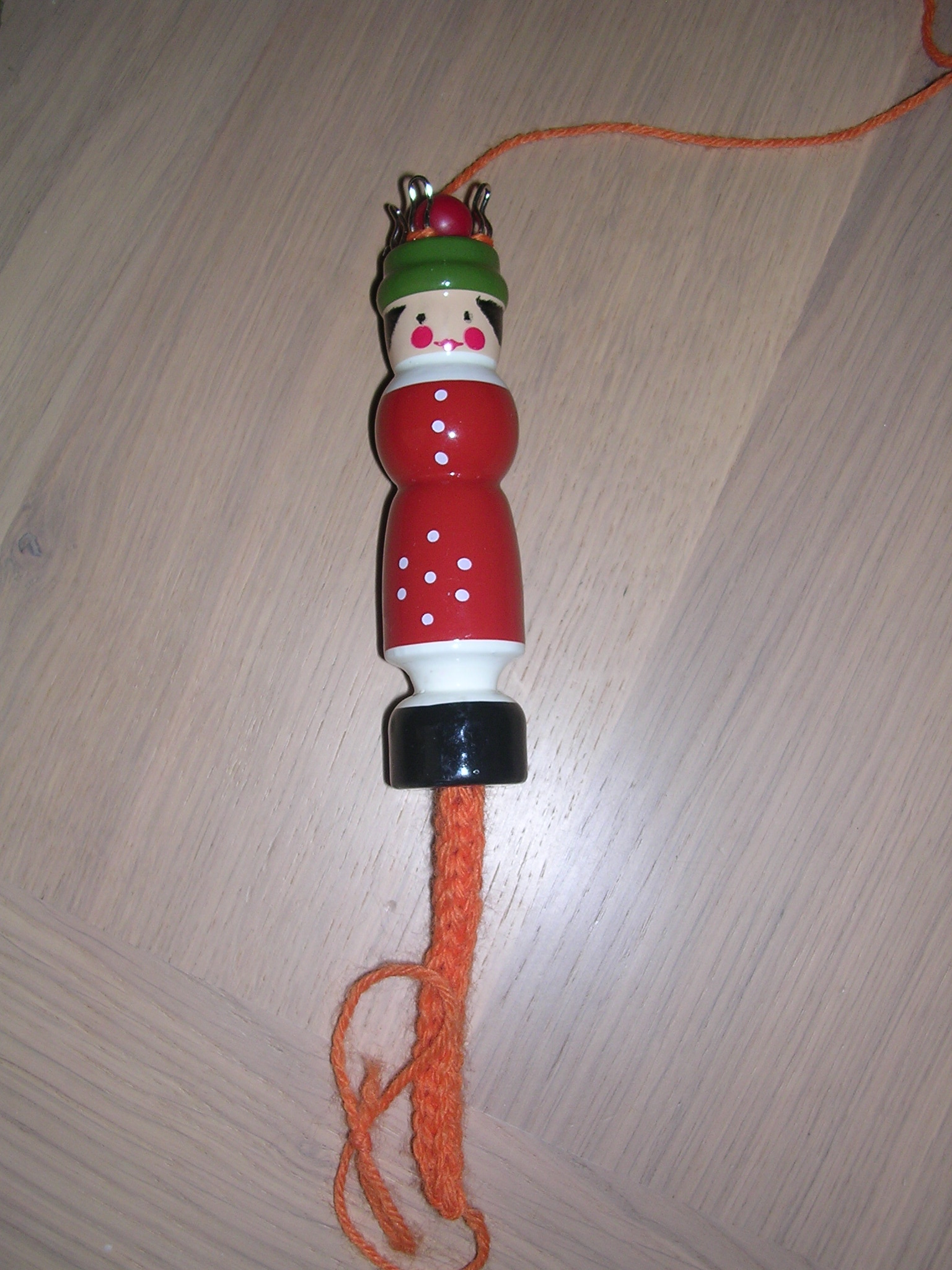
Met punniken komt het koord onder het klosje tevoorschijn.

- Een koord punniken. Met behulp van een klos met vier haakjes wordt een koord gemaakt dat in feite hetzelfde is als een gebreid koord met vier steken. Punniken is echter eenvoudiger en werkt sneller dan op deze manier breien.

## Materialen

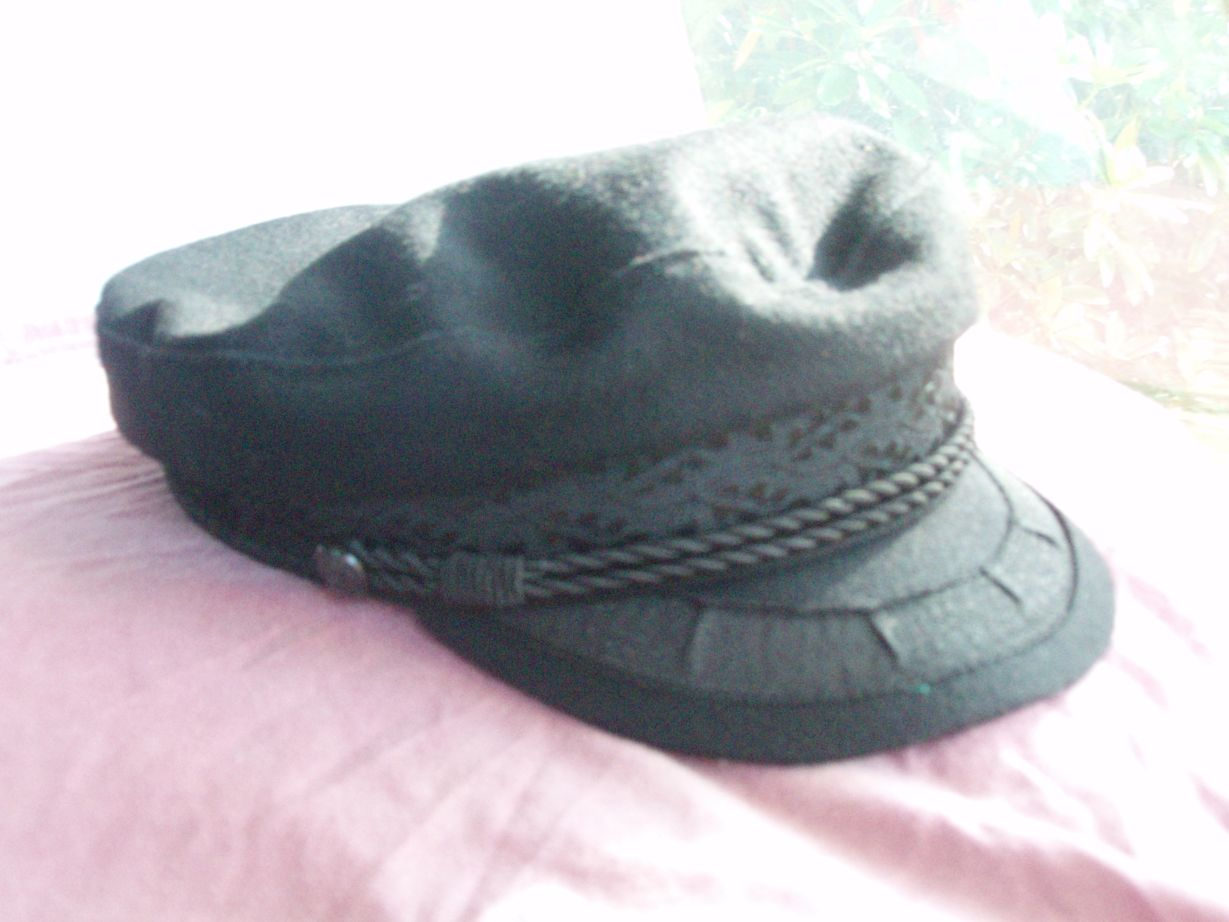
Een pet met een dubbele koord, gemaakt van gedraaid touw

Koord kan gemaakt worden van talloze materialen, wol, zijde, henneptouw, acryl, maar ook van plantenvezels.

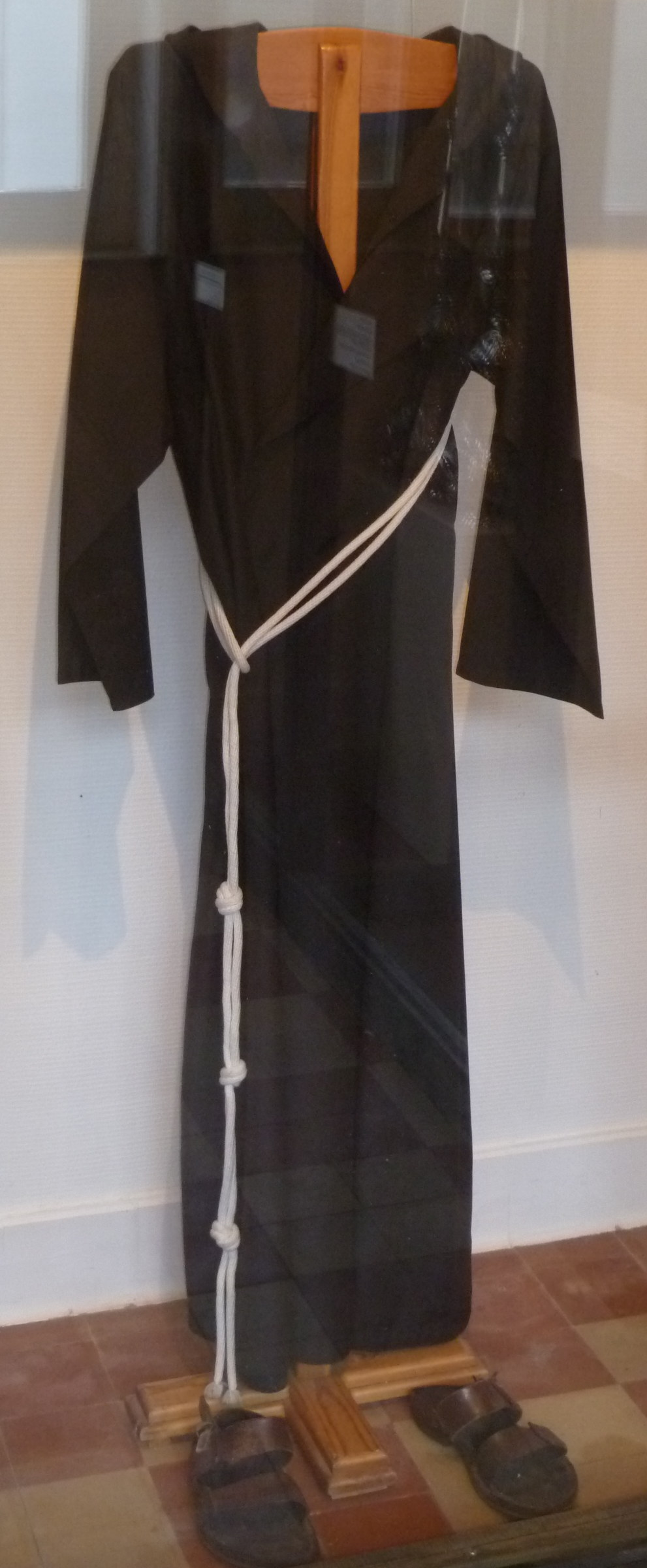
Habijt van een capucijn, met wit koord, voorzien van extra knopen.

## Wetenswaardigheden
- Het koord waarmee de albe van katholieke geestelijken om het lichaam wordt vastgehouden wordt een cingel genoemd.
- Loodkoord is een hol koord, dat gevuld is met zwaar materiaal. Het wordt onder andere gebruikt om douchegordijnen in de vorm te houden.
- De term corduroy (een soort ribfluweel) staat voor "koordmanchester"[1]
- Het woord koord is voor het eerst in 1277 in het Nederlands aangetroffen en zou stammen uit het Frans.[1]